# Širakava
Širakava (japonsko 白川村, latinizirano: Širakava-mura) je vas v okrožju Ōno v prefekturi Gifu na Japonskem. Najbolj znana je po tem, da je kraj Širakava-gō, majhne, tradicionalne vasi, ki predstavlja gradbeni slog, znan kot gasšō-zukuri (合掌造り, dobesedno slog »sklenjenih rok«). Skupaj z Gokajamo v Nantu, Tojama, je eno od Unescovih območij svetovne dediščine pod naslovom Zgodovinski vasi Širakava in Gokajama.
Od 1. januarja 2019 je imela vas ocenjenih 1630 prebivalcev v 588 gospodinjstvih in gostoto prebivalstva 4,6 oseb na km2. Skupna površina vasi je bila 356,55 km2

## Geografija
Širakava je gorska vas v skrajnem severnem prefekturi Gifu, ki meji na prefekturi Išikava in Tojama v gorovju Rjōhaku. Gora Hakusan je najvišja vzpetina z 2172 metri. Površino vasi sestavljajo 95,7 % gorski gozdovi, značilna so strma mesta. Med gorami teče reka Šō, ki se proti severu nadaljuje v Nanto, Tojama. Večina prebivalstva je v njeni rečni dolini. Od odprtja predora Hida je Širakavo mogoče doseči v 50 minutah iz Takajame v Gifuju v primerjavi s prejšnjimi tremi urami vožnje in le eno uro do Nanta v Tojami.

### Podnebje
Vas Širakava ima vlažno celinsko podnebje (Köppnova podnebna klasifikacija Dfa). Ima štiri različne letne čase, pri čemer je zima najbolj prepoznavna. Širakava velja za enega najbolj zasneženih krajev na Japonskem. Letna povprečna količina snežnih padavin znaša v povprečju več kot 10 metrov, s snežnimi brežinami, ki se razvijejo tudi več kot 2 metra. Kot posledica pogostega močnega sneženja so nastale značilne hiše z debelimi slamnatimi strehami gasšō-zukuri (合掌造り). Gorske verige narodnega parka Hakusan v ozadju so glavna turistična atrakcija.

## Demografija
Po podatkih japonskega popisa se je prebivalstvo Shirakawe v zadnjih 50 letih zmanjšalo.
| Leto | štev. prebivalcev |
| ---- | ----------------- |
| 1970 | 2525              |
| 1980 | 2132              |
| 1990 | 1892              |
| 2000 | 2151              |
| 2010 | 1733              |
| 2020 | 1630              |

## Zgodovina
Območje okoli Širakave je bilo del tradicionalne province Hida. Med katastrskimi reformami po obnovi Meidži je bilo območje organizirano v okrožje Ōno, Gifu. Vas je nastala 1. julija 1897 z vzpostavitvijo sodobnega občinskega sistema.

## Gospodarstvo
V lokalnem gospodarstvu močno prevladuje sezonski turizem. Zaradi dohodka od turistov, ki so si prišli ogledat vasi z japonsko arhitekturo gasšo-zukuri, se je finančno stanje vasi močno izboljšalo, turistični promet pa se je še povečal, ko je vas postala Unescova lokacija. Vendar pa je naraščajoče število obiskovalcev povzročilo škodo na območju zaradi onesnaženja in lokalnega prebivalstva, ki je svoje domove spremenilo v hostle, trgovine s spominki in parkirišča, kar je posledično ogrozilo njegov status svetovne dediščine. Vse večja je tudi bojazen, da bo sprememba oskrbe turistov škodovala šarmu preprostosti območja in temeljni japonski pokrajini.

## Pobratena mesta
- - Alberobello, Apulija, Italija, od 3. marca 2005.

## Znamenitosti
- Zgodovinski vasi Širakava-gō in Gokajama sta na Unescovem seznamu svetovne dediščine
  - Vadake hiša - največji gasšō-zukuri na tem območju
- Širakava-gō Hirase Onsen (označen kot nacionalni onsen za okrevanje)
- Jez Miboro, jezero Miboro
- Predor Hida
- Hakusan Rindō (pohodniška pot)
- prelaz Amau (天生峠, Amau tōge), znan po jesenskih barvah; 30 minut hoje stran so tudi znana mokrišča Kōsō
- svetišče Širakava Hačiman, kjer vsako leto od 14. do 15. oktobra poteka festival Doburoku, znan po Nigorizakeju

## V popularni kulturi
- Vas Hinamizava v Higuraši no Naku Koro ni - ひぐらしのなく頃に dob. ko cvrčki jokajo}}, priljubljena japonska kriminalna serija, v veliki meri temelji na Širakavi, prepoznavna s številnimi lokalnimi znamenitostmi.
- V Detektiv Conan] Goša Aojame je vas Onizava iz epizod 348-349 oblikovana iz resničnega življenja Širakave.
- Zadnja izdaja Uncanny X-Force Vol. 1 se začne z Wolverine ob obisku Širakave.

## Galerija
- Ogimači vas v Širakava-gō
- Širakava
- Tradicionalna hiša v Širakava-gō
- Širakava